# Chiesa di Santa Maria di Loreto (Valle Aurina)
La chiesa di Santa Maria di Loreto (in tedesco Kirche Unsere Liebe Frau von Loreto), anche nota come santuario di Santa Maria di Loreto, è la parrocchiale di Cadipietra (Steinhaus), frazione di Valle Aurina (Ahrntal), in provincia autonoma di Bolzano. Appartiene al decanato di Tures della diocesi di Bolzano-Bressanone e risale al XVII secolo.

## Storia
La chiesa con dedicazione a Nostra Signora di Loreto a Cadipietra  venne edificata nel XVII secolo per disposizione del sindacato minerario di Valle Aurina, noto per l'ottima qualità del rame, ritenuto uno dei migliori in Europa, che a Cadopietra aveva il suo centro amministrativo, il Commercio Aurino.
Il luogo di culto venne restaurato nelle forme moderne attorno al 1700 e con tempo divenne meta di pellegrininaggio come santuario mariano.

## Descrizione

### Esterno
La chiesa, posta nel centro dell'abitato, si presenta con una facciata particolare bicroma, scandita da pilastri poco sporgenti che ne delimitano la forma a capanna con apice tronco poiché al centro, in posizione avanzata e all'interno della struttura, si alza la torre campanaria. I pilastri sono di colore grigio chiaro mentre il resto della superficie è intonacato e di colore rosa. Sono presenti molte finestre che portano luce alla sala, sia a lunetta sia rettangolari.
La torre campanaria, che ha le stesse colorazioni del resto della struttura, mostra la cella campanaria che si apre con quattro finestre a monofora e sotto la quale ha un orologio. La copertura è a cupola a base quadrangolare con una parte apicale a piramide acuta curvilinea concava a base quadrata.

### Interno
La navata interna è unica, con volta a botte. Alle pareti dipinti che raffigurano lo Spirito Santo, la Incoronazione di Maria, la Ascensione di Maria al Cielo.